# Šerif Arnautović
Šerif Arnautović (14. září 1875 Mostar, Osmanská říše – 26. ledna 1935 Sarajevo, Království Jugoslávie) byl bosenskohercegovský a jugoslávský politik a úředník bosňáckého původu.

## Život
V rodném městě navštěvoval mekteb a ruždii, islámské základní školy. Poté se zaměstnal jako úředník v mostarském obecním úřadě. Roku 1899 se aktive zapojil do boje muslimů o náboženskou a školskou autonomii, který vedl mostarský muftí Ali Fehmi-efendija Džabić a jemu blízcí sdružení v mostarské čítárně, kiraethaně. Za své postoje byl rakousko-uherskou okupační mocí vyhozen ze zaměstnání a dvakrát krátce uvězněn. Autonomistické hnutí bylo potlačeno roku 1902, kdy Džabić odcestoval na konzultace do Istanbulu a návrat do vlasti mu byl znemožněn.
V únoru 1906 coby člen delegace (v ní byl také Mahmud-beg Džinić, Mahmud-beg Džinića Šemsi-beg Zaimović) navštívil Džabiće v Istanbulu. Po svém propuštění z byl kooptován do vedení Muslimské národní organizace, založené koncem roku 1906, která obnovila boj za náboženskou a školskou autonomii islámské komunity. V této době patřil mezi nejhlasitější kritiky habsburské vlády v Bosně a Hercegovině. Po anexi země roku 1908 se postoje zrevidoval, načež po vyhlášení samosprávy Islámského společenství (Štatut za autonomnu upravu islamskih vjerskih i vakufsko-mearifskih poslova u Bosni i Hercegovini) byl roku 1909 zvolen vakufským ředitelem, správcem rozsáhlého majetku Islámského společenství v Bosně a Hercegovině. Na tomto postu setrval až do 31. prosince 1919, kdy rezignoval. Z pozice vakufského ředitele mezi lety 1910 a 1915 působil jako virilní člen bosenského zemského sněmu, saboru.
Koncem první světové války zastával názor, že by si Bosna a Hercegovina měla udržet autonomii v rámci monarchie, případně se připojila k Uhrám, ovšem při zachování jisté míry samosprávy. Po vzniku nového jihoslovanského státu, Království Srbů, Chorvatů a Slovinců, své postoje přehodnotil a podpořil centralizační snahy radikální strany Nikoly Pašiće. Sám byl horlivým propagátorem srbské nacionální myšlenky mezi muslimy. Před volbami do ústavodárného shromáždění roku 1920 založil a vedl tzv. Nezávislou kandiddátku (Nezavisna lista) Šerifa Arnautoviće, kolokkviálně nazvané Muslimští radikálové (Muslimanski radikali ), ale tato politická platforma mezi muslimy nevyvolala větší odezvu. V této době vydával list Domovina (Vlast, 1920–1922). Místo vakufského ředitele znovu získal roku 1931, poté co podpořil zavedení královské diktatury, ale pouze do roku 1933. Dne 3. ledna 1932 byl zvolen senátorem Království Jugoslávie za Drinskou bánovinu a na tomto postu setrval až do své smrti.